# Taharrush gamea
 Denne artikel bør gennemlæses af en person med fagkendskab for at sikre den faglige korrekthed.

Taharrush gamea (arabisk تحرش جماعي, DMG Taḥarruš ǧamāʿī, taharrush gamea; gamea betyder gruppe - og taharrush betyder chikane) er et arabisk begreb, der kan oversættes som (seksuel) gruppechikane eller kollektiv sexchikane. I det sidste tiår er der blevet større opmærksomhed på sådanne overgreb mod kvinder i Mellemøsten, ikke mindst Egypten, blandt andet i forbindelse med politiske demonstrationer og andre store forsamlinger af mennesker.
Fænomenet med kollektive seksuelle overgreb er bl.a. blevet kendt fra begivenhederne i Kairo under det arabiske forår. Særlig dramatisk var flere optrin på Tahrir-pladsen. Siden udbredte kollektive chikanerier nytårsaften 2015 i Köln og en række andre europæiske byer er begrebet også blevet brugt i medier i Vesten.
Begivenhederne nytårsaften 2015 gav anledning til en heftig debat om de dybereliggende årsager, herunder om overfaldene bunder i socioøkonomiske, kulturelle eller religiøse modsætninger. Den danske kultursociolog Mehmet Ümit Necef udtalte således, at overgrebene skyldtes kulturforskelle og bundede i forskellige kønsopfattelser og seksualkultur i henholdsvis Mellemøsten og Europa.

## Taharrush i Egypten
Det Egyptiske Center for Kvinders Rettigheder begyndte i 2005 at anvende udtrykket el-taḥarrush el-ginsy i sin kampagne mod seksuelle krænkelser af kvinder i Egypten. Dette blev mødt med forvirring fra mange egyptere, der afviste det som et amerikansk begreb, som ikke var relevant i Egypten. Systematiske seksuelle krænkelser af ægyptiske kvinder i protestdemonstrationer angives at være blevet brugt som et politisk våben fra de egyptiske myndigheders side siden protesterne mod daværende præsident Hosni Mubarak kendt som den sorte onsdag den 25. maj 2005. En rapport offentliggjort 2008 af centeret definerede el-taharrush el-ginsy som uønsket seksuel opførsel, overvejende ikke-fysisk, men hvor også beføling kunne indgå. I december 2010 fik spillefilmen 678 premiere som den første egyptiske film, der viste seksuel krænkelse mod kvinder på offentlige steder som et problem. Som følge af det arabiske forår 2011 blev el-taḥarrush el-ginsy genstand for opmærksomhed fra forskeres, aktivisters og mediers side, og seksuelle forulempelser blev rapporteret i en lang række tilfælde under protestmøder på Tahrir i årene 2011–2013.

## Seksuelle gruppeovergreb i Europa nytårsaften 2015
Ved nytårsskiftet 2015/16 indtrådte flere steder i Europa episoder, hvor udenlandske mænd foretog seksuelle gruppeangreb på kvinder, først og fremmest i Köln, hvor over 500 kvinder bagefter anmeldte overfaldet, men også i Hamborg, hvor 113 kvinder anmeldte overfald, i Zürich i Schweiz, Helsingfors i Finland, samt i Malmø og Kalmar i Sverige. Også i Bielefeld (hvor der havde været tumult, efter at en gruppe på op mod 500 mænd havde forsøgt at skaffe sig adgang til et diskotek), Frankfurt am Main og Stuttgart i Tyskland samt Salzburg i Østrig blev der rapporteret overfald. Den tyske justitsminister Heiko Maas vurderede, at angrebene i Köln og andre byer "i et eller andet omfang" var organiserede, men afviste, at det skulle skyldes migranternes manglende vilje eller evne til integration. Blandt de 31 identificerede mistænkte i Köln var 18 asylansøgere. Af de 31 identificerede mistænkte var 9 fra Algeriet, 9 fra Marokko, 5 fra Iran, 4 fra Syrien og 1 fra Irak.

## Eftervirkninger
Politiet i Köln forsøgte at hemmeligholde overgrebene ved officielt at udsende en rapport, der talte om en "fredelig nytårsaften", og først efter stor dækning på sociale medier udviklede sagen sig. Den tyske avis Bild kunne afsløre en intern politirapport, der viste, at politiet havde været magtesløs under begivenhederne, og begivenhederne tvang politidirektøren i Köln til at træde tilbage. Det tyske politi blev beskyldt for bevidst at "mørkelægge" asylansøgeres og indvandreres kriminalitet for ikke at give "højreekstremistiske kræfter" argumenter på hånden.
I kølvandet på disse begivenheder er taharrush gamea, som et middel til undertrykkelse af kvinders frihed og ret i arabiske lande som Egypten, blevet fremdraget.[kilde mangler]
Begivenhederne i især Köln fik den islamkritiske bevægelse Pegida til at afholde en demonstration i Köln for at protestere mod kriminelle asylansøgere. Denne demonstration blev opløst af politiet, efter at nogle tilstrømmende højreradikale demonstranter begyndte at kaste med flasker og affyre fyrværkeri. Begivenhederne førte også til flere eksempler på voldelige overfald mod udlændinge i Tyskland. Den 10. januar blev seks pakistanere således angrebet af en gruppe på ca. 20 mennesker i Köln, og to af dem måtte behandles på sygehuset. Samme dag blev en syrer i Tyskland overfaldet af en gruppe på fem mennesker og kom til skade.
Efter begivenhederne nytårsnat er også andre, tidligere eksempler på kollektiv sexchikane, hvor personer med udenlandsk baggrund har været indblandet, blevet bragt frem i pressen. Således forekom talrige overgreb i Sverige under Europas største ungdomsfestival "We are Sthlm" i 2014 og 2015, uden at det svenske politi gjorde opmærksom på omfanget i offentligheden.